# Théodore Duret

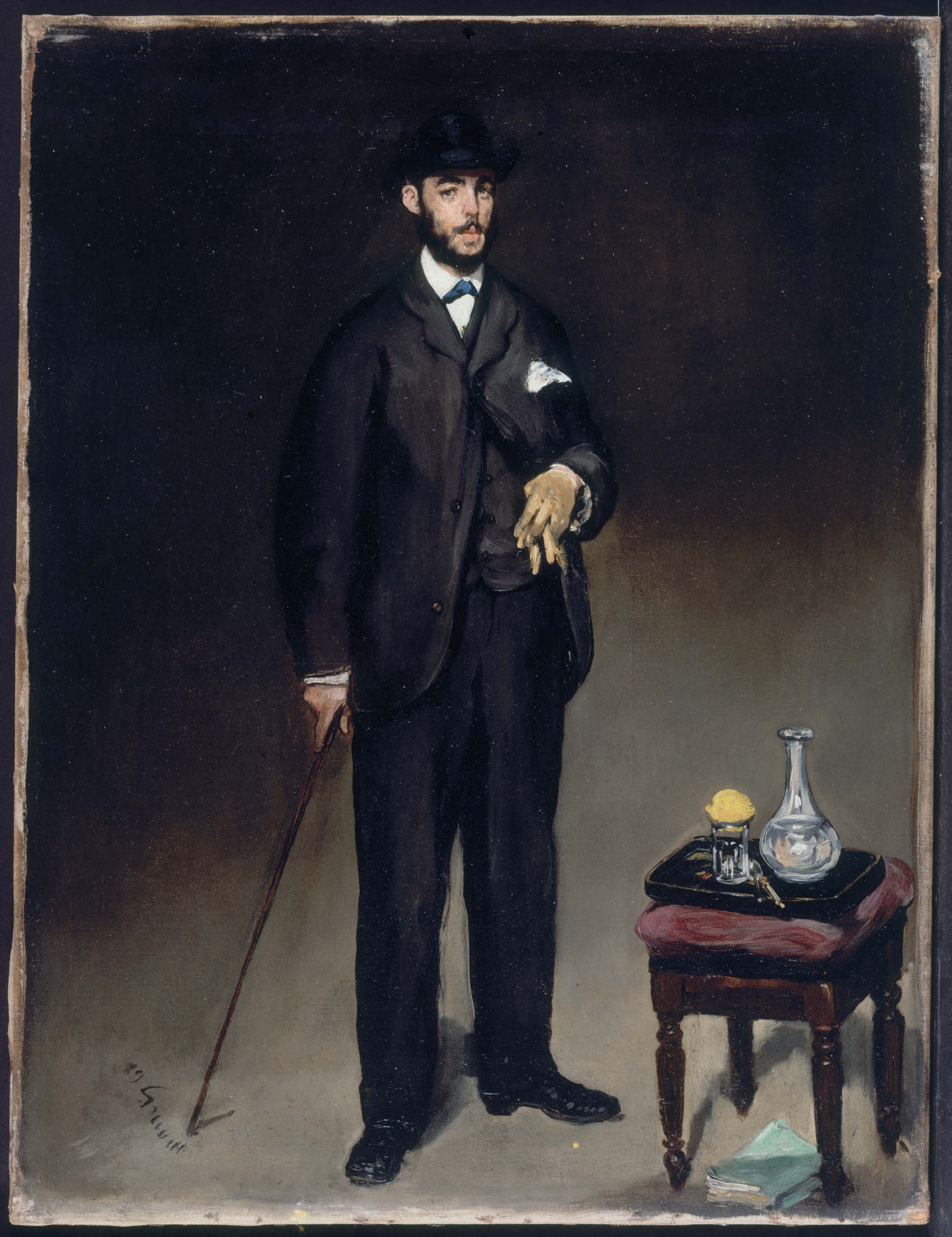
Obra de Édouard Manet:
Retrato de Théodore Duret
1868

Théodore Duret (20 de enero de 1838, Saintes-16 de enero de 1927, París). Fue un periodista francés, escritor y crítico de arte. Fue uno de los primeros defensores del movimiento impresionista. Trabajó, además, como consejero de varios coleccionistas, entre ellos, la norteamericana Louisine Havemeyer.

## Obras
- Les peintres français en 1867 París 1867
- Voyage en Asie: Le Japon, La Chine, La Mongolie, Java, Ceylan, l’Inde París 1874
- Histoire de quatre ans (1870–1873) La Chute de l’Empire París 1876
- Histoire de quatre ans (1870–1873) La Défense nationale París 1878
- Les Peintres impressionnistes: Claude Monet-Sisley-C. Pissarro-Renoir-Berthe Morisot París 1878
- Le Peintre Claude Monet, notice sur son oeuvre París 1880
- Critique d’avant-garde París 1885
- Histoire de Edouard Manet et de son oeuvre: avec un catalogue des peintures et des pastels París 1902
- Histoire de J. Mc. N. Whistler et de son oeuvre París 1904
- Histoire des peintres impressionnistes: Pissarro, Claude Monet, Sisley, Renoir, Berthe Morisot, Cézanne, Guillaumin. París 1906
- Les Napoléons París 1909
- Vue sur l’histoire de la France moderne París 1913
- Van Gogh: Vincent París 1916
- Courbet París 1918
- Lautrec París 1920
- Renoir París 1924
- Monticelli, sa vie et son oeuvre (1824–1886) París 1926

## Literatura
- Shigemi Inaga: Théodore Duret (1838–1927). París 1988
- Jean Selz: Lexikon des Impressionismus Köln 1977 ISBN 3-7701-0860-4
- John Rewald: Die Geschichte des Impressionismus Köln 1979 ISBN 3-7701-5561-0

- Datos: Q720216
- Multimedia: Théodore Duret / Q720216